# Alpheopsis aequalis
Alpheopsis aequalis är en kräftdjursart som beskrevs av H. Coutière 1897. Alpheopsis aequalis ingår i släktet Alpheopsis och familjen Alpheidae. Inga underarter finns listade i Catalogue of Life.